# Eucalyptus verrucata
Eucalyptus verrucata là một loài thực vật có hoa trong Họ Đào kim nương. Loài này được Ladiges & Whiffin mô tả khoa học đầu tiên năm 1995.